# Liste der Senatoren der Freien Stadt Frankfurt 1861
Diese Liste enthält die Senatoren der Freien Stadt Frankfurt im Jahr 1861. Mit dem Organischen Gesetz war der Senat auf 21 Mitglieder verkleinert und die Trennung der Rechtsprechung von der Verwaltung umgesetzt worden. Da die bisherigen Senatoren im Amt blieben (bis auf die, die in die Gerichte wechselten), war der Senat größer, als vom Organischen Gesetz vorgesehen.

## Senatoren
| Name                                                    | Geburtsdatum     | Anmerkung              |
| ------------------------------------------------------- | ---------------- | ---------------------- |
| Friedrich Carl Hector von Günderrode genannt von Keller | 25. April 1786   | Älterer Bürgermeister  |
| Georg Christoph Friedrich Siebert                       | 18. Mai 1804     | Jüngerer Bürgermeister |
| Samuel Gottlieb Müller                                  | 20. Januar 1802  |                        |
| Dr. Johannes August Speltz                              | 18. Mai 1823     |                        |
| Carl Heinrich Georg von Heyden                          | 20. Januar 1793  |                        |
| Johann Georg Neuburg                                    | 15. Oktober 1795 |                        |
| Philipp Friedrich Gwinner                               | 11. Januar 1796  |                        |
| Carl Franz von Schweitzer                               | 13. Oktober 1800 |                        |
| Johann Leonhard Reuß                                    | 15. März 1798    |                        |
| Carl Diehl                                              | 30. Januar 1801  |                        |
| Johann Jacob Conrad Kloß                                | 1. November 1799 |                        |
| Georg Wilhelm Clarus                                    | 7. Januar 1779   |                        |
| Anton Heinrich Emil von Oven                            | 1. April 1817    |                        |
| Carl Constanz Victor Fellner                            | 24. Juli 1807    |                        |
| Joseph Anton Wolfgang Forsboom                          | 3. August 1817   |                        |
| Franz Jacob Alfred Bernus                               | 14. Oktober 1808 |                        |
| Carl Friedrich Mack                                     | 19. Februar 1785 |                        |
| Johannes Fässy                                          | 5. April 1781    |                        |
| Johann Eduard Schmidt                                   | 10. Mai 1791     |                        |
| Georg Finger                                            | 19. Juli 1787    |                        |
| Philipp Jacob Kalb                                      | 25. Juni 1805    |                        |
| Johann Friedrich Mack                                   | 6. April 1819    |                        |

## Aus dem Senat in die Gerichte gewechselt
| Name                    | Geburtsdatum  | Anmerkung |
| ----------------------- | ------------- | --------- |
| Maximilian Körner       | 13. März 1805 |           |
| Peter Joseph Aloys Eder | 2. Mai 1792   |           |
| Gustav Edmund Nestle    | 30. Mai 1806  |           |